# Radomierowice
Radomierowice (dodatkowa nazwa w j. niem. Plümkenau) – wieś w Polsce, położona w województwie opolskim, w powiecie opolskim, w gminie Murów, w pobliżu rzeki Bogacicy.

## Historia
Wieś założona w 1773 i 1774 w ramach fryderycjańskiej akcji osiedleńczej. Większość imigrantów stanowili osadnicy Hesji-Nassau wyznania kalwińskiego. W 1786 r. wybudowano istniejący do dziś kościół kalwiński (ob. katolicki). Pierwszy pastorem (od 1789) był pochodzący z rodziny polskich pastorów Salomon Jakub Kałuski.
Do głosowania podczas plebiscytu uprawnionych było w Radomierowicach 279 osób, z czego 181, ok. 64,9%, stanowili mieszkańcy (w tym 173, ok. 62,0% całości, mieszkańcy urodzeni w miejscowości). Oddano 278 głosów (ok. 99,6% uprawnionych), w tym 277 (ok. 99,6%) ważnych; za Niemcami głosowało 277 osób (100%), a za Polską 0 osób (0,0%). 9 września 1947 r. nadano miejscowości polską nazwę Radomierowice a kościół dostosowano do potrzeb kultu katolickiego.
W latach 1954-1959 wieś była siedzibą gromady Radomierowice, po jej zniesieniu Dąbrówka Dolna.

## Zabytki
Do wojewódzkiego rejestru zabytków wpisany jest kościół ewangelicki, obecnie rzym.-kat. fil. pw. św. Wniebowzięcia NMP, szachulcowy, z 1786 r. z 1866 r.

### Demografia
| Rok                | 1933 | 1939 | 2009 | 2010 | 2012 |
| Liczba mieszkańców | 364  | 347  | 240  | 218  | 224  |

(Źródła:.)

### Administracja
| Część miejscowości | SIMC    | Status prawny | Forma dopełniaczowa | Współrzędne                               |
| ------------------ | ------- | ------------- | ------------------- | ----------------------------------------- |
| Bożejów            | 0499347 | obowiązująca  |                     | 50°55′36″N 18°03′10″E/50,926667 18,052778 |